# 强烈热带风暴史特拉
强烈热带风暴史特拉（英語：Severe Tropical Storm Stella）是1998年第五个被联合台风警报中心命名的热带气旋。其强度達強烈熱帶風暴，它的前身是北马里亚纳群岛东部的一个熱帶擾動，在沿副热带高压脊南侧向西北行进的同时不断增强。系统在高壓脊的弱点附近达到最高强度，随后受西风带影响改向东北加速移动并登陆本州岛东部。风暴在登陆本州岛不久后转化为一个温带系统，该系统在两日后於國際日期變更線附近消散。
史特拉在其生命史上严重影响日本，其中又以东北地方为甚。日本全国有超过六百間房屋损毁报告，另有五千四百间房屋水浸。日本全国仅宫城县一地就损失超过三十亿日元（当年价值）。台风带来的暴雨、狂风和巨浪致使日本各地出现交通瘫痪，部分地区的航空、海運、铁路交通中断。这次台风使日本水产业和农业损失惨重，大量农田被毁，还有许多水产设施损坏，水产品大量死亡。史特拉共致使日本6人遇难，50人受伤。

## 气象历史
强烈热带风暴史特拉起源于北马里亚纳群岛东部的一个熱帶擾動。这个扰动最先在1998年9月11日清晨被联合台风警报中心发现。12日早上，这个热带扰动已经增强为热带低气压，联合台风警报中心对它发出了第一個报告。随后，系统沿着副热带高压脊的南侧向西北方向移动，并逐渐加强。9月14日，风暴在父岛附近增强为热带风暴。史特拉在15日正午达到台风强度，这时它已经进入副热带高压脊的一个弱点，导致它转向东北移动。台风此后在中纬度西风带的影响下继续向东北移动，移速逐渐加快。15日黄昏，史特拉以台风下限的强度在静冈县御前崎登陆。次日早晨，风暴在北海道的襟裳岬登陆，此后又在釧路市附近再次登陆。同日中午12时，史特拉转变为溫帶氣旋，但系统仍维持60节的强度，以58节的速度持续向东北方向移动。系统最终于18日清晨在国际日期变更线附近消散。

## 影响
史特拉在日本的静冈县和北海道两次登陆，为日本带来了大风、暴雨、洪水和风暴潮等灾害。台风在神奈川县箱根町产生了392毫米的降水。最大风速则出现在茨城县的筑波市，为每秒28米。而在静冈县的石廊崎，风暴在这里制造了接近9米的风暴潮。此外，风暴在宫城县名取市引发了一场龙卷风，有88栋民居遭到破坏。在日本全国，风暴造成6人丧生，50人受伤。

### 本州岛

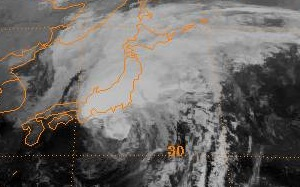
强烈热带风暴史特拉即将登陆静冈县

史特拉在即将登陆本州岛时影响了东京都的伊豆诸岛，在八丈岛测得了每秒42.1米的最大瞬间风速。台风导致交通出现混乱，有21班次航班取消，51处道路遭到破损或浸水。在香川县，史特拉的强风导致詫間町的林地24公顷遭到焚毁，当地派出了700人的消防部队前往当地救火，山火直到一日以后才被扑灭。在台风第一次登陆的静冈县，台风摧毁了2间房屋，16间房屋入水，导致该县1,000户居民屋内入水。在御殿场线的足柄站，强风吹飞了该站的候车室门，破碎的玻璃导致室内的3人受伤。在埼玉县与野市，该地一条河流泛滥，导致接近1,000户居民屋内入水。在铁路高崎线熊谷市段，一个长18米，宽6米的铁质屋顶从铁道顶上飞过，导致运行一度停止。另外，群马县的农业损失非常严重，有3,610公顷的农田减收超过30%，此次灾害涉及61个市町村，受灾作物类型多达51种，受灾总额达到54亿日元。在小海線的长野县段，受倒木和水浸影响，该铁路段全线暂停运行。
在福岛县，台风带来的暴风导致四人受伤，42栋房屋被强风损坏。在福岛市的荒川，风暴摧毁了长约100米的堤防工程。台风吹袭期间，福岛机场的所有进出港航班全部取消，铁路交通受到严重影响，部分线路一度中断。另外，县内还出现了大面积的停電现象。在福岛县以北的宫城县，损失更为严重，县内累计损失超过了45亿日元。在日本時間8月16日清晨，名取市发生了一场龙卷风，导致88户房屋受损，这场龙卷风还导致接近两万户家庭一时断电。史特拉还导致全县所有铁路线停运，各班次航班也延误或取消。在秋田、岩手两县，台风引发了小规模的山崩，致使秋田新干线从秋田市至盛冈市的铁路暂时关闭。

### 北海道
史特拉在北海道地区两次登陆，为当地造成了严重的暴雨天气。当地的地面交通因受到台风的影响而严重受阻，地面交通一时中断，而航空和海运也受到严重影响。
这次台风导致的强降水过程是宗谷郡枝幸町和歌登町有气象历史以来最严重的一次，歌登町也是郡内单日降水量最大的地区，为159毫米。整个宗谷郡损失接近7亿日元。在附近的網走郡，该地从15日中午就出现了降水天气，此后由于台风行进路径附近的鋒面变得活跃，16日下午该地开始出现暴雨，最大时每小时的降水量超过10毫米，这种降雨直到17日中午才渐渐平息。在管区内，风暴导致该地区房屋入水，部分道路遭到破坏，农田入水。这次风暴在北海道损失最严重的区域是十胜地区，该地的损失接近45亿日元。史特拉影响过程中，廣尾町测得350毫米的降水量，刷新了该站记录。该地区交通在台风吹袭期间受到很大影响，铁路暂停运行，大批航班取消。特别是南十胜地区的交通动脉国道336线，它在风暴的影响下有数处地区受损，该地区交通一度中断。此外，在临近台风登陆地的浦河町，史特拉带来的风暴潮越过浦河港附近的防波堤冲入城区，导致城区遭受水浸影响，该地的水产业也遭到严重损失。